# Zbigniew Czech
Zbigniew Czech (ur. 20 kwietnia 1909 w Ciechanowie, zm. 4 sierpnia 1973 w Melbourne) – polski wioślarz, trzykrotny brązowy medalista mistrzostw Polski w ósemce i czwórce. Rezerwowy zawodnik osady ósemki na igrzyskach olimpijskich w Amsterdamie. Absolwent z 1936 Wydziału Architektury Politechniki Warszawskiej. Po 1945 zamieszkał w Melbourne.